# Antonio Casale
Antonio Casale (Acceglio, 17 maggio 1932 – Civita Castellana, 4 febbraio 2017) è stato un attore cinematografico italiano, comparso in alcuni film di genere italiani fra il 1965 e il 1979. È stato accreditato anche come Nino Casale e Anthony Vernon.

## Biografia
Fece una breve apparizione nel ruolo del morente Bill Carson ne Il buono, il brutto, il cattivo. Comparve anche nella parte iniziale di Giù la testa, nel ruolo di uno dei passeggeri della carrozza che umilia il protagonista Juan. Conclusasi la stagione del western all'italiana, prestò il suo volto a personaggi cattivi del filone poliziottesco.

## Filmografia
- Il vendicatore dei Mayas, regia di Guido Malatesta (1965)
- La settima tomba, regia di Garibaldi Serra Caracciolo (1965)
- Sicario 77, vivo o morto, regia di Mino Guerrini (1966)
- Il buono, il brutto, il cattivo, regia di Sergio Leone (1966)
- Vendetta per vendetta, regia di Mario Colucci (1968)
- Le salamandre, regia di Alberto Cavallone (1969)
- Dal nostro inviato a Copenaghen, regia di Alberto Cavallone (1970)
- Quickly... spari e baci a colazione, regia di Alberto Cavallone (1971)
- L'istruttoria è chiusa: dimentichi, regia di Damiano Damiani (1971)
- Giù la testa, regia di Sergio Leone (1971)
- Cosa avete fatto a Solange?, regia di Massimo Dallamano (1972)
- Il grande duello, regia di Giancarlo Santi (1972)
- Milano trema: la polizia vuole giustizia, regia di Sergio Martino (1973)
- Anna, quel particolare piacere, regia di Giuliano Carnimeo (1973)
- Dagli archivi della polizia criminale, regia di Paolo Lombardo (1973)
- Diario di una vergine romana, regia di Joe D'Amato (1973)
- La rivolta delle gladiatrici, regia di Steve Carver e Joe D'Amato (1974)
- Permettete signora che ami vostra figlia?, regia di Gian Luigi Polidoro (1974)
- Una donna per 7 bastardi, regia di Roberto Bianchi Montero (1974)
- Il tempo dell'inizio, regia di Luigi Di Gianni (1974)
- Macchie solari, regia di Armando Crispino (1975)
- Il sospetto, regia di Francesco Maselli (1975)
- La polizia accusa: il Servizio Segreto uccide, regia di Sergio Martino (1975)
- Il giustiziere sfida la città, regia di Umberto Lenzi (1975)
- Labbra di lurido blu, regia di Giulio Petroni (1975)
- Il trucido e lo sbirro, regia di Umberto Lenzi (1976)
- Mannaja, regia di Sergio Martino (1977)
- Il passatore - miniserie TV, puntata 3 (1978)
- Caligola, regia di Tinto Brass - non accreditato (1979)